# Foungou
Foungou est une commune rurale située dans le département de Gomboussougou de la province du Zoundwéogo dans la région Centre-Sud au Burkina Faso.

## Santé et éducation
Foungou accueille un centre de santé et de promotion sociale (CSPS) tandis que le centre médical (CMA) le plus proche se trouve à Manga.